# Prolandreva
Prolandreva is een geslacht van rechtvleugeligen uit de familie krekels (Gryllidae). De wetenschappelijke naam van dit geslacht is voor het eerst geldig gepubliceerd in 2005 door Gorochov.

## Soorten
Het geslacht Prolandreva omvat de volgende soorten:
- Prolandreva aenigmatosa Gorochov, 2005
- Prolandreva mirabilis Gorochov, 2010